# أغرا (ليسفوس)
أغرا (Άγρα) هي مدينة في ليسفوس في اليونان.
يبلغ عدد سكانها حوالي 932   نسمة.